# Sodiq Yusuff
Sodiq Yusuff (Lagos, Nigeria; 16 de mayo de 1993) es un artista marcial mixto nigeriano que actualmente compite en la división peso pluma de Ultimate Fighting Championship (UFC).

## Primeros años
Nacido en Lagos, Nigeria, su padre es de Ibadan mientras que su madre nació en Lagos. Creció en una comunidad polígama, su padre tenía cuatro esposas y las cuatro vivían juntas como una unidad. Yusuff afirma que es uno de los 16 hijos de la familia, y que tiene cuatro hermanos con su madre biológica. Cuando tenía nueve años, su madre lo llevó a él y a su hermano menor a Estados Unidos. Su familia extendida nunca ha visitado los Estados Unidos y todavía vive en Nigeria, donde tiene dificultades para obtener visas.
Yusuff atribuyó su fascinación por la batalla durante sus años de formación al anime, lo que lo llevó a su carrera en MMA.

## Carrera de artes marciales mixta

### Carrera temprana
En Shogun Fights 14, donde hizo su debut en MMA, derrotó a Alvin Mercer por nocaut técnico en el segundo asalto. Yusuff ganó contra sus siguientes tres oponentes, incluidos Chuka Willis y John Ramirez. Luego, en la primera ronda del CFFC 66, eliminó a Vladim Ogar. En Titan FC 47, compitió contra Luis Gómez por el campeonato de peso pluma y fue derrotado en el primer cuadro. En Brave CF 10, Yusuff ganó su única pelea con Brave Combat Federation por nocaut técnico en el primer asalto sobre el irlandés Dylan Tuke.

### Dana White's Tuesday Night Contender Series
Yusuff apareció en Dana White's Contender Series 14 el 24 de julio de 2018, enfrentándose a Mike Davis. Ganó la pelea por decisión unánime. Con esta victoria, Yusuff obtuvo un contrato con UFC.

### Ultimate Fighting Championship
Yusuff hizo su debut en UFC el 2 de diciembre de 2018 en UFC Fight Night: dos Santos vs. Tuivasa contra Suman Mokhtarian. Ganó la pelea por nocaut técnico en el primer asalto. Esta victoria le valió el premio Actuación de la noche.
La segunda pelea de Yusuff se produjo el 30 de marzo de 2019 en Filadelfia , enfrentando a Sheymon Moraes, en UFC on ESPN 2. Ganó la pelea por decisión unánime.
Yusuff se enfrentó a Gabriel Benítez el 17 de agosto de 2019 en UFC 241.  Ganó la pelea por nocaut en el primer asalto.
Yusuff se enfrentó a Andre Fili el 18 de enero de 2020 en UFC 246. Ganó la pelea por decisión unánime.
Se esperaba que Yusuff se enfrentara a Edson Barboza el 11 de octubre de 2020 en UFC Fight Night 179. Sin embargo, Yusuff se retiró de la pelea el 22 de septiembre por razones no reveladas.
Yusuff se enfrentó a Arnold Allen el 10 de abril de 2021 en UFC on ABC 2. Perdió la pelea por decisión unánime. 
Yusuff se enfrentó a Alex Caceres el 12 de marzo de 2022 en UFC Fight Night 203. Utilizando patadas en las piernas durante toda la pelea, Yusuff ganó la pelea por decisión unánime.
Yusuff estaba programado para enfrentarse a Giga Chikadze el 17 de septiembre de 2022 en UFC Fight Night 210. Sin embargo, la semana antes del evento, Chikadze se retiró debido a una lesión y la pelea fue cancelada.
Yusuff se enfrentó a Don Shainis el 1 de octubre de 2022 en UFC Fight Night 211. Sometió a Shainis mediante estrangulamiento guillotina a los 30 segundos de la pelea.
Después de un año de descanso, Yusuff peleó contra Edson Barboza el 14 de octubre de 2023 en UFC Fight Night 230. Perdió la pelea por decisión unánime. Esta pelea le valió el premio Pelea de la Noche. 
Yusuff enfrentó a Diego Lopes el 12 de abril de 2024 en UFC 300.  Yusuff perdió por nocaut técnico en el segundo minuto del primer asalto.

## Vida personal
Yusuff se convirtió en ciudadano estadounidense durante el campo de entrenamiento para su pelea en UFC 246 contra Andre Fili.

## Campeonatos y logros
- Ultimate Fighting Championship
  - Actuación de la noche (una vez) vs. Suman Mokhtarian[10]
  - Pelea de la noche (una vez) vs. Edson Barboza[28]

## Récord de artes marciales mixtas
| Récord profesional | Récord profesional | Récord profesional |
| 18 peleas          | 13 victorias       | 5 derrotas         |
| ------------------ | ------------------ | ------------------ |
| Nocaut             | 6                  | 2                  |
| Sumisión           | 1                  | 0                  |
| Decisión           | 9                  | 2                  |
| Empate             | 0                  | 0                  |

| Resultado | Récord | Oponente         | Método                      | Evento                                  | Fecha                    | Ronda | Tiempo | Localización              | Notas                                       |
| --------- | ------ | ---------------- | --------------------------- | --------------------------------------- | ------------------------ | ----- | ------ | ------------------------- | ------------------------------------------- |
| Derrota   | 13–5   | Mairon Santos    | Decisón (unánime)           | UFC Fight Night: Burns vs. Morales      | 17 de mayo de 2025       | 3     | 5:00   | Las Vegas, Nevadas        |                                             |
| Derrota   | 13–4   | Diego Lopes      | TKO (golpes)                | UFC 300                                 | 13 de abril de 2024      | 1     | 1:29   | Las Vegas, Nevada         | Las Vegas, Nevadas                          |
| Derrota   | 13–3   | Edson Barboza    | Decisión (unánime)          | UFC Fight Night: Yusuff vs. Barboza     | 14 de octubre de 2023    | 5     | 5:00   | Las Vegas, Nevadas        | Pelea de la noche                           |
| Victoria  | 13–2   | Don Shainis      | Sumision (guillotine choke) | UFC Fight Night: Dern vs. Yan           | 1 de octubre de 2022     | 1     | 0:30   | Las Vegas, Nevadas        |                                             |
| Victoria  | 12–2   | Alex Caceres     | Decisión (unánime)          | UFC Fight Night: Santos vs. Ankalaev    | 12 de marzo de 2022      | 3     | 5:00   | Las Vegas, Nevadas        |                                             |
| Derrota   | 11–2   | Arnold Allen     | Decisión (unánime)          | UFC on ABC: Vettori vs. Holland         | 10 de abril de 2021      | 3     | 5:00   | Las Vegas, Nevadas        |                                             |
| Victoria  | 11–1   | Andre Fili       | Decisión (unánime)          | UFC 246                                 | 18 de enero de 2020      | 3     | 5:00   | Las Vegas, Nevadas        |                                             |
| Victoria  | 10–1   | Gabriel Benítez  | TKO (puñetazos)             | UFC 241                                 | 17 de agosto de 2019     | 1     | 4:14   | Anaheim, California       |                                             |
| Victoria  | 9–1    | Sheymon Moraes   | Decisión (unánime)          | UFC on ESPN: Barboza vs. Gaethje        | 30 de marzo de 2019      | 3     | 5:00   | Philadelphia, Pensilvania |                                             |
| Victoria  | 8–1    | Suman Mokhtarian | TKO (puñetazos)             | UFC Fight Night: dos Santos vs. Tuivasa | 2 de diciembre de 2018   | 1     | 1:24   | Adelaide                  | Actuación de la noche                       |
| Victoria  | 7–1    | Mike Davis       | Decisión (unánime)          | Dana White's Contender Series 14        | 24 de julio de 2018      | 3     | 5:00   | Las Vegas, Nevada         |                                             |
| Victoria  | 6–1    | Dylan Tuke       | TKO (Golpes)                | Brave 10                                | 2 de marzo de 2018       | 1     | 0:46   | Amman                     |                                             |
| Derrota   | 5–1    | Luis Gomez       | KO (golpes)                 | Titan FC 47                             | 15 de diciembre de 2017  | 1     | 4:42   | Fort Lauderdale, Florida  | Por el campeonato de peso pluma de Titan FC |
| Victoria  | 5–0    | Vadim Ogar       | KO (golpes)                 | CFFC 66                                 | 5 de agosto de 2017      | 1     | 0:30   | Atlantic City, New Jersey | Regreso al peso pluma.                      |
| Victoria  | 4–0    | Chuka Willis     | Decisión (unánime)          | VFC 56                                  | 14 de abril de 2017      | 3     | 5:00   | Omaha, Nebraska           |                                             |
| Victoria  | 3–0    | Devin Turner     | TKO (golpes)                | VFC 54                                  | 12 de septiembre de 2016 | 2     | 2:25   | Omaha, Nebraska           |                                             |
| Victoria  | 2–0    | John Ramirez     | Decisión (unánime)          | VFC 52                                  | 16 de julio de 2016      | 3     | 5:00   | Omaha, Nebraska           | Debut en peso ligero.                       |
| Victoria  | 1–0    | Alvin Mercer     | TKO (golpes)                | Shogun Fights 14                        | 16 de abril de 2016      | 2     | 0:22   | Baltimore, Maryland       | Debut en peso pluma.                        |